# Epalpus callanganus
Epalpus callanganus là một loài ruồi trong họ Tachinidae.